# Wilhelm Gerhard Walpers
Wilhelm Gerhard Walpers (født 26. december 1816 i Mühlhausen, død 18. juni 1853 i Köpenick) var en tysk botaniker.

## Værker
- Animadversiones criticae in Leguminosas Capenses Herbarii Regii Berolinensis, 1839.
- Repertorium botanices systematicae (seks bind i årene 1842–1847 med tre følgende bind i årene 1848-1853, men under den ændrede titel: Annales botanices systematicae). Værket blev først fuldført af Carl Müller efter Walpers' død i årene 1857-1871.

## Plantenavn
Planteslægten Walpersia er benævnt efter Walpers, men den regnes i dag for at være et synonym for slægten Phyllota.

## Autornavn
Autornavnet Walp. kan bruges for Wilhelm Gerhard Walpers sammen med et videnskabeligt artsnavn inden for botanikken. (Wikipedia-artikler der bruger autornavnet)